# زیردریایی یو-۴۳۸
زیردریایی یو-۴۳۸ (به انگلیسی: German submarine U-438) یک زیردریایی بود که طول آن ۶۷٫۱ متر (۲۲۰ فوت ۲ اینچ) بود. این زیردریایی در سال ۱۹۴۱ ساخته شد.